# Schlosserbuben
Schlosserbuben sind eine in der österreichischen Küche bekannte warme Mehlspeise mit Zwetschken.

## Zubereitung
Dörrzwetschken werden mit Rotwein und Gewürznelken aufgekocht und abgekühlt. Die Steine ersetzt man durch geschälte Mandeln.
Die gefüllten Früchte werden mit Hilfe einer Gabel durch Weinteig gezogen und die Schlosserbuben in heißem Fett goldbraun gebacken. Danach lässt man sie auf Küchenkrepp abtropfen und wälzt sie vor dem Servieren in einer Mischung von Staubzucker und geriebener Schokolade. Dazu kann man Vanillesauce reichen.

## Wissenswertes
Bei einer Umfrage wurde festgestellt, dass fast 50 % der befragten 316 Österreicher den Begriff Schlosserbuben kennen.